# David Soul

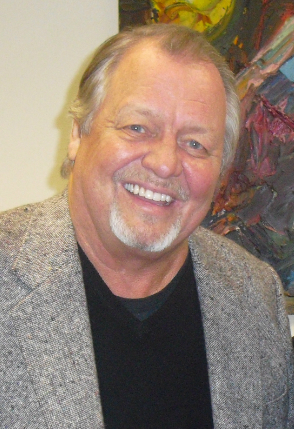
David Soul in 2013

David Soul, geboren als David Richard Solberg (Chicago, 28 augustus 1943 – Londen, 4 januari 2024), was een Amerikaans-Brits acteur en zanger die het best bekend is om zijn rol als de uit Californië afkomstige rechercheur Ken 'Hutch' Hutchinson, de tegenspeler en boezemvriend van het personage Dave Starsky (Paul Michael Glaser) in de serie Starsky and Hutch (1975-1979).

## Levensloop
Zijn vader, Richard Solberg, was een lutherse dominee die tijdens de wederopbouw na de Tweede Wereldoorlog een hooggeplaatste afgevaardigde was bij de Lutherse Wereldfederatie. Zijn moeder was zangeres. Zijn broer is ook een lutherse dominee en sociaal activist. Gedurende hun jeugd is de familie Solberg vaak verhuisd.
Soul kreeg naamsbekendheid als de mysterieuze "Covered Man" bij The Merv Griffin Show uit 1967, waar hij een paar keer optrad met een skibril op en verklaarde "Mijn naam is David Soul en ik wil bekendstaan om mijn muziek".
In de televisieserie Here Come the Brides (uitgezonden tussen 1968 en 1970) speelde Soul de nuchtere Joshua Bolt en in 1971 en 1974 speelde hij twee keer de rol van Doug in de serie Owen Marshall: Counselor at Law. In 1973 was hij de tegenspeler van Clint Eastwood in de film Magnum Force.
De status van superster verwierf hij toen hij rechercheur Hutchinson speelde in Starsky and Hutch. Ook had hij gastoptredens bij series als I Dream of Jeannie, McMillan & Wife, Cannon, Gunsmoke, World War III (miniserie), Star Trek en The Streets of San Francisco. Soul speelde ook de hoofdrol in de op het gelijknamige boek van Stephen King gebaseerde film Salem's Lot (1979) geregisseerd door Tobe Hooper. In deze horrorfilm neemt hij het op tegen een bende vampiers die hun intrek nemen in een oud huis.
Na een succesvolle zangcarrière waarin zijn hits Don't give up on us (april 1977) en Silver Lady (oktober 1977) nummer 1-posities behaalden, leidde Soul gedurende de jaren tachtig een obscuur leven waarin hij een lang gevecht met alcoholisme aanging. Later verscheen hij in betrekkelijk kleine rollen in diverse Amerikaanse televisieseries.
In de jaren negentig verhuisde Soul naar Londen. Hij begon daar een nieuwe carrière in de theaters van West End. Hij maakte in 1997 deel uit van de succesvolle verkiezingscampagne van het onafhankelijke Lagerhuislid Martin Bell. In september 2004 verkreeg hij de Britse nationaliteit, maar hij behield zijn Amerikaanse staatsburgerschap en de banden ermee. Hij was een liefhebber van het Engelse voetbal en een aanhanger van Arsenal FC.
Hij is vier keer getrouwd geweest en had een langdurige relatie met Alexa Hamilton. Drie van de huwelijken waren met actrices: Karen Carlson, Patty Sherman en Julia Nickson-Soul. Hij had zes kinderen: vijf zoons en een dochter.
Zijn broer Daniel Solberg is predikant in de St. Paulus Lutheran Church in San Francisco, Californië.
Op 12 juli 2004 nam hij de rol over van Jerry Springer in Jerry Springer: The Opera in het Cambridge Theatre te Londen. Ook stond hij op West End in het Criterion Theatre, waar hij Mack speelde in de musical Mack and Mabel, een productie van Jerry Herman, geregisseerd door John Doyle. Janie Dee vertolkte de rol van Mabel. Ook in 2004 vertolkte hij de rol van Andrew Pennington naar het boek Death on the Nile van Agatha Christie.
In 2012 speelde hij in de aflevering "The Indelible Stain" in de politieserie Lewis.
In 2014 verscheen Soul als zingende buschauffeur in een reclame voor het Britse vervoerbedrijf National Express; hij vertolkte zijn hit Silver Lady.
Soul overleed op 4 januari 2024 op 80-jarige leeftijd. Hij overleed in Noord-Londen.

## Citaat
Mensen denken in het begin een beetje vreemd over me; een blonde Noor met blauwe ogen die Mexicaanse volksliedjes zingt, maar ik deed er mijn voordeel mee en kreeg een baan. En zo werd de muziek mijn toegang tot onderwijs.

## Discografie

### Singles
- Don't Give Up On Us (1976) - GB nr. 1, VS nr. 1
- Going in with my eyes open (1977) - GB nr. 2, VS nr. 54
- Silver Lady (1977) - GB nr. 1, VS nr. 52
- Let's have a quiet night in (1977) - GB nr. 8
- It sure brings out the love in your eyes (1978) - GB nr. 12

### NPO Radio 2 Top 2000
| Nummer met noteringen in de NPO Radio 2 Top 2000 | '99  | '00 | '01  |
| ------------------------------------------------ | ---- | --- | ---- |
| Don't give up on us                              | 1897 | -   | 1796 |

1. ↑  Een '-' betekent dat het nummer niet was genoteerd en een vetgedrukt getal geeft de hoogste notering aan.
2. ↑  Deze tabel is bijgewerkt tot en met de laatste editie (2024).